# Sadlinki
Sadlinki (deutsch Sedlinen) ist ein Dorf und Sitz der gleichnamigen Landgemeinde im Powiat Kwidzyński (Powiat Marienwerder) der polnischen Woiwodschaft Pommern.

## Geographische Lage
Die Ortschaft liegt im ehemaligen Westpreußen, etwa neun Kilometer südlich von Kwidzyn (Marienwerder) und 80 Kilometer südlich von Danzig.

## Geschichte

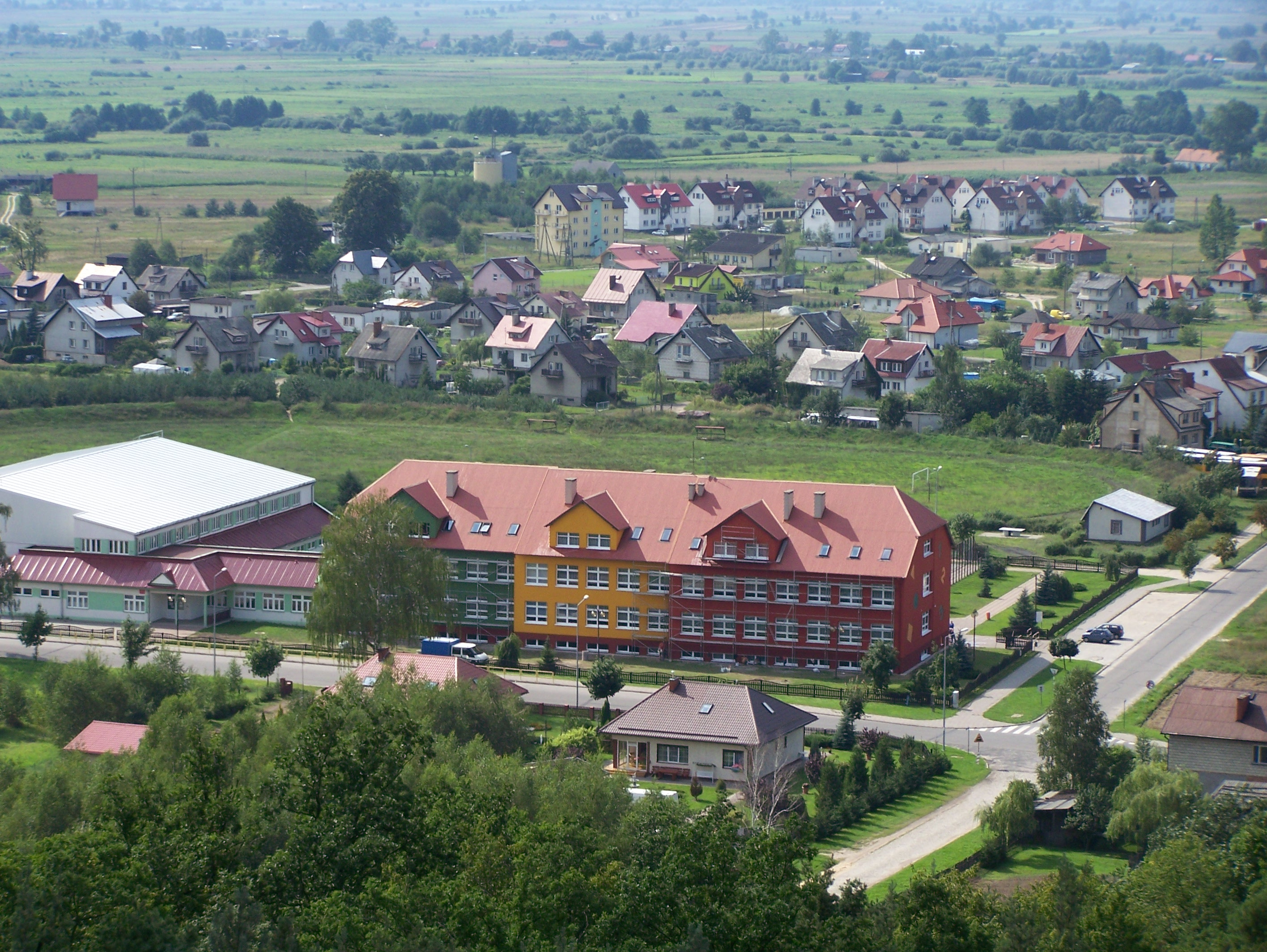
Dorf aus der Vogelperspektive mit einem Schulgebäude im Vordergrund

Im Jahr 1789  wird Sedlienen als „adliger Hof und Vorwerk“ bezeichnet, und als Besitzer wird ein Kapitän v. Marwitz genannt. Zum 1. August 1875 wurde für die evangelische Schule in Sedlinen ein  Schullehrer gesucht; das Recht, ihn einzustellen, stand dem Gutsbesitzer zu.
Aufgrund der Bestimmungen des Versailler Vertrags stimmte die Bevölkerung im Abstimmungsgebiet Marienwerder, zu dem Sedlinen gehörte, am 11. Juli 1920 über die weitere staatliche Zugehörigkeit zu Ostpreußen (und damit zu Deutschland) oder den Anschluss an Polen ab. In Sedlinen stimmten 100 Einwohner für den Verbleib bei Ostpreußen, auf Polen entfielen keine Stimmen.
Das Gut und Dorf Sedlinen gehörte im Jahr 1945 zum Landkreis Marienwerder im Regierungsbezirk Marienwerder im Reichsgau Danzig-Westpreußen des Deutschen Reichs.
Gegen Ende des Zweiten Weltkriegs besetzte im Frührjahr 1945 die Rote Armee die Region um Marienwerder und das Dorf. Im Sommer 1945 wurde Sedlinen gemäß dem Potsdamer Abkommen von der sowjetischen Besatzungsmacht zusammen mit der südlichen Hälfte Ostpreußens unter polnische Verwaltung gestellt. Es begann nun die Zuwanderung von Polen, die zum Teil aus den an die Sowjetunion gefallenen Gebieten östlich der Curzon-Linie kamen. Für Sedlinen wurde die polnische Ortsbezeichnung Sadlinki eingeführt. Soweit die deutschen Einwohner nicht geflohen waren, wurden sie in der darauf folgenden Zeit aus Sedlinen vertrieben.

### Bevölkerungsentwicklung bis 1945
| Jahr | Einwohner | Anmerkungen                                |
| ---- | --------- | ------------------------------------------ |
| 1816 | 083       | [ 5 ]                                      |
| 1864 | 139       | davon 137 Evangelische und zwei Katholiken |
| 1905 | 188       | [ 7 ]                                      |
| 1933 | 737       | [ 8 ]                                      |
| 1939 | 906       | [ 8 ]                                      |

## Persönlichkeiten
- Karl Wilhelm Witt (* 1851 in Klein-Nebrau; † nach 1918), Gutsbesitzer und Mitglied des Deutschen Reichstags

## Gemeinde
Zur Landgemeinde (gmina wiejska) Sadlinki gehören dreizehn Orte mit einem Schulzenamt (sołectwo).